# 미라클 노통
《미라클 노통》(일본어: みらくるのーとん)은 2006년 12월 27일에 천연왕자에서 발매된 보이즈 러브 게임이며 또 그를 원작으로 한 관련 상품의 총칭이다.

## 스토리
주인공인 오가타 아키라는 언제나 같은 날을 보내고 있었다. 그러던 어느 날, 길에 떨어져 있던 노트를 줍는 것에 의해서 노통과의 만남이 시작된다. 노통이 말하기를, “H한 소원이라면 실현 가능하다.”라 하였다. 아키라는 노통의 말에 귀가 솔깃해져서 계약을 해 버린다. 그리고, 달라진 생활이 아키라를 기다리고 있었다.

## 등장인물
오가타 아키라(일본어: 緒方 明)
성우:후쿠시마 쥰
주인공. 생일 2월 22일. 물고기 자리. 혈액형 B형. 극히 보통 가정에서 자랐지만, 너무 할 수 있던 형을 가졌기 때문에, 성격은 약간 굴절하고 있다. 곧 딱 되지만, 중요한 곳에서 밀기가 약하고, 손해 보는 것이 많다. 또, 인정이 두텁고, 호인이므로, 의-와를 시작해 남성 캐릭터에게 구애해져도 저항을 하지 못하고, 그러므로 터무니없는 눈을 만난다. 이른바 말려 들어가 형태의 주인공. 본인은 이성애자면서, 본편, 추가 디스크를 거쳐도, 아직도 여성 경험 없음의 동정(항문 성교)이다.
노통(일본어: のーとん)
성우:시하라 하루카
이 이야기의 중요 캐릭터. 생년월일, 혈액형, 모두 불명. 어느 날, 갑자기 아키라의 아래에서 나타난, 수수께끼의 노트. 노통 별로부터 왔다고 하는 그는, 명이 바라는 바랄 것을 1일 1개, 자신의 몸(노트 안의 용지)에 연필로 쓰면, 다음날일까 라고 준다. 다만, H인 바랄 것 한정이다. 추가 디스크에 대하고는 인형으로 변신해, 공략 가능해진다.
오가타 코우키(일본어: 緒方 光輝)
성우:村上たつや
아키라의 형.성격은 극히 온후하지만, H때는 드가 붙는 S가 된다. 공부, 운동, 성격, 어떤 것을 매우 완벽한 완전 무결. 아키라를 몹시 사랑함 하는 것도, 바로 그 본인에게는 덮어 놓고 싫어함 되고 있다. 미인인 그녀가 있지만, 미츠테루안의 우선 순위는 명이 위라고 할 정도의 중증인 브라콘.
시모무라 세이지(일본어: 下村 誠二)
성우:本場伊江
아키라의 소꿉친구. 쓸데 없이 건강한 라쿠텐 집에서, 그림들 주위 성격.평균적으로 뭐든지 해내지만, 치명적인 결점은 무슨 일에도 불운하고 다양하게 고생하고 있는 것. 아키라와는 함께 DVD를 보거나 게임을 하거나 어릴 적부터 사이가 좋았다. 모자 가정 한편 독자라고 하기도 해, 오가타가에 잘 놀러 온다.
사이토 마사오미(일본어: 斉藤 正臣)
성우:中川陽一
아키라의 절친한 친구. 전혀 단호히로 한 성미가 대쪽같이 곧은 성격. 상당한 이내 싫증내는 성질로, 무슨 일도 곧바로 어중간하게 멈추어 버리거나 한다. 단지, 기본적으로는 상냥하고, 돌보기가 좋은 친구. 여자를 좋아하고 그 나름대로 인기있지만, 현재 특정의 그녀는 없다.
노노(일본어: ノノ)
성우:마키 이즈미
본편의 추가 디스크 〈미라클 노통 지금 증량 중!!〉으로부터 추가 캐릭터. 노통이 정말 좋아하는 여자 아이 노트. 동안, 거기에 더해 큰 가슴이라고 하는 아키라의 기호 한가운데지만, 본인은 아키라에 별로 흥미가 없다. 밝고 순진한 성격.
히비키(일본어: 響)
성우:蒼井夕真
본편의 추가 디스크 〈미라클 노통 지금 증량 중!!〉으로부터 추가 캐릭터. 노통의 친구인 공부 담당 노트. 시니컬한 성격. 머리는 끊어지지만, 상당한 독설로 바보가 너무 싫어한다. 아키라에 흥미를 가지고 가까워져 온다.
고이(일본어: 五井)
성우:헬시 타로
본편의 추가 디스크 〈미라클 노통 지금 증량 중!!〉으로부터 추가 캐릭터. 노통의 옛친구이며 나쁜 친구이기도 한 장기 담당 노트. 연파인김으로, 노통을 견디는 방약 무인. 노통은 고이를 골칫거리로 해 관련되지 않게 하고 있지만, 고이 자신은 신경쓰지 않았다.